# Pochi
Singles de Misono
Hot Time / A. ~answer~
(2007) Zasetsu Chiten
(2007)
Pochi est le 6esingle de Misono sorti sous le label Avex Trax le 16 mai 2007 au Japon. Il atteint la 36e place du classement de l'Oricon, il reste classé pendant 2 semaines, pour un total de 4 142 exemplaires vendus. Il sort en format CD et CD+DVD.
Pochi a été utilisé comme campagne publicitaire pour MORE. Pochi se trouve sur l'album Sei -say- et 11 Eleven se trouve sur l'album Me.

## Liste des titres
Toutes les paroles sont écrites par Misono.
| 1. | Pochi (ポチ)                  | UMU           | 3:50 |
| 2. | 11 Eleven                     | Masato Kitano | 4:14 |
| 3. | Pochi （Instrumental） (ポチ) | UMU           | 3:50 |
| 4. | 11 Eleven （Instrumental）    | Masato Kitano | 4:08 |

| 1. | Pochi (ポチ) |  |